# Бродницька сільська рада
Бродницька сільська́ ра́да (біл. Бродніцкі сельсавет) — адміністративно-територіальна одиниця у складі Іванівського району Берестейської області Білорусі. Адміністративний центр — село Бродниця.

## Склад
Населені пункти, що підпорядковувалися сільській раді станом на 2009 рік:
| Населений пункт | Тип  | Населення, осіб (2009) |
| --------------- | ---- | ---------------------- |
| Бродниця        | село | 533                    |
| Євлаші          | село | 116                    |
| Завишшя         | село | 201                    |
| Кацьки          | село | 16                     |
| Людиновичі      | село |                        |
| Оброво          | село | 65                     |
| Петровичі       | село | 85                     |
| Потаповичі      | село | 348                    |
| Риловичі        | село | 301                    |
| Сулови          | село | 41                     |
| Юхновичі        | село | 209                    |
| Яєчковичі       | село | 1152                   |
| Якша            | село | 108                    |

## Населення
За переписом населення Білорусі 2009 року чисельність населення сільської ради становила 3175 осіб.

### Національність
Розподіл населення за рідною національністю за даними перепису 2009 року:
| Національність                | Осіб | Відсоток |
| ----------------------------- | ---- | -------- |
| білоруси                      | 2838 | 89,39 %  |
| українці                      | 215  | 6,77 %   |
| росіяни                       | 58   | 1,83 %   |
| цигани                        | 48   | 1,51 %   |
| вірмени                       | 3    | 0,09 %   |
| литовці                       | 3    | 0,09 %   |
| національність не повідомлена | 3    | 0,09 %   |
| національність не вказана     | 3    | 0,09 %   |
| поляки                        | 1    | 0,03 %   |
| азербайджанці                 | 1    | 0,03 %   |
| узбеки                        | 1    | 0,03 %   |
| інша національність           | 1    | 0,03 %   |
| Разом                         | 3175 | 100 %    |